# Comité Olímpico Español
Das Comité Olímpico Español (COE) ist das Nationale Olympische Komitee in Spanien mit Sitz in Madrid. Insgesamt 35 Fachverbände olympischer Sportarten sind Mitglied im COE sowie 24 nichtolympische Fachverbände.

## Geschichte
Zwar nahm Spanien bereits bei den Olympischen Spielen 1900 in Paris mit einer neunköpfigen Delegation teil, es dauerte aber noch bis 1912, ehe es zur Gründung des Comité Olímpico Españols kam. Erster Präsident des COE wurde Gonzalo de Figueroa y Torres. Im selben Jahr wurde das COE ins Internationale Olympische Komitee aufgenommen. Die erste Teilnahme Spaniens an Olympischen Winterspielen erfolgte 1936 in Garmisch-Partenkirchen.

## Präsidenten
Folgende Personen hatten bislang das Amt des Präsidenten bekleidet:
- 1912–1921: Gonzalo de Figueroa y Torres
- 1924–1926: Santiago Güell y López
- 1926–1931: Eusebio López y Díaz de Quijano
- 1931–1932: Santiago Güell y López
- 1932–1936: Augusto Pi Suñer
- 1941–1956: José Moscardó
- 1956–1967: José Antonio Elola-Olaso
- 1967–1970: Juan Antonio Samaranch
- 1970–1975: Juan Gich Bech de Careda
- 1975–1976: Tomás Pelayo Ros
- 1976–1980: Benito Castejón Paz
- 1980–1983: Jesús Hermida Cebreiro
- 1983–1984: Romá Cuyás Sol
- 1984–1987: Alfons Jaime de Borbón
- 1987–1998: Carlos Ferrer Salat
- 1998–2002: Alfredo Goyeneche Moreno
- 2002–2005: José María Echevarría y Arteche
- seit 2005: Alejandro Blanco